# تاکومی موتوهاشی
تاکومی موتوهاشی (انگلیسی: Takumi Motohashi؛ زادهٔ ۳ اوت ۱۹۸۲) بازیکن فوتبال اهل ژاپن است.
از باشگاه‌هایی که در آن بازی کرده‌است می‌توان به باشگاه فوتبال یوکوهاما مارینوس، باشگاه فوتبال ساگان توسو، و باشگاه ورزشی توچیگی اشاره کرد.